# デモシーン

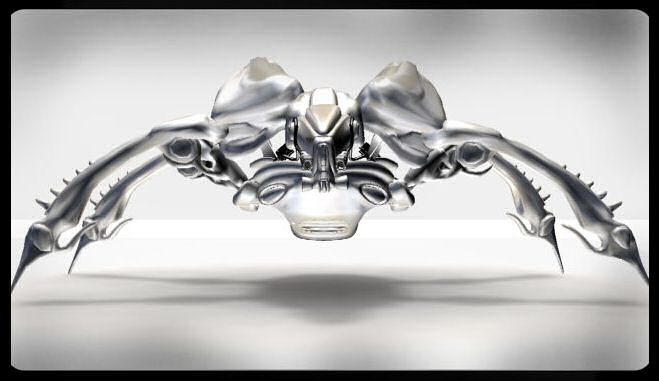
PC-Demo: Interceptor by Black Maiden

デモ (demo) は、主に音楽を伴った美しいCGアニメーションをリアルタイムに表示するプログラムのことである。
デモシーン（demoscene）は、デモ、デモを作成するデモグループ、デモの見せ合いの場であるデモパーティ、デモの分類のひとつでありそれぞれが特筆すべき歴史を背負ったイントロやメガデモなどの諸要素を総合した文化のことである。
この項目では「デモ」と「デモシーン」をあわせて記述する。

## 概要
デモおよびデモシーンはサブカルチャーのひとつであり、デモはデモグループと呼ばれる高度な技術を持った人々の集まりによって作られる。デモグループは少なくともプログラミングを担当するコーダー、CGを担当するグラフィッカー、音楽を担当する作曲者で構成される。また、個人で製作を行う場合もあり、その場合はデモメーカーと呼ばれる。ヨーロッパではこのデモシーンにおいて際立った技術力を持った人がコンピュータ業界（特にコンピュータゲーム業界）に就職して活躍することもある。

## 歴史
デモの源流は1950年代に行われたDisplay hackにまで遡ることが出来るが、この文化の直接的な起源は、8ビットホビーパソコンの販売が開始された1970年代末ごろから、8ビットホビーパソコン全盛期となった1980年代初期にかけて起こった。寒い気候のために家庭内でコンピューターで遊ぶことが多い北欧の若者たちの間で、Apple IIやコモドール64をはじめとするコンピューター用のソフトウェア（特にゲームソフト）のクレジット表示を自らの署名に書き換え、友人間で見せ合うクラッキングが1980年代前半まで流行った。この「署名」は時代が下るにつれ徐々に高度なプログラミングテクニックを用いるようになり、後に「イントロ」と呼ばれるデモの一要素に発展する。また「見せ合い」は後にデモパーティーに発展することになる。この当時、ディスクを挿入したときに最初に読み込まれるイントロ部分は512バイトから4096バイト程度なのが普通であり、クラッカーはその容量の範囲でクラックトロ（クラックされたイントロ）を作成していた。
その後、クラッキングとは別に自らオリジナルのグラフィックや音楽を作成した上で署名を入れたものが作られるようになる。この頃はグラフィックは2Dであり、単純にスクロールや簡単なラスター画像を表示するものであった。
1980年代後半にはAmigaやAtari STなどの高性能な16ビット機が発売され、利用できるメモリやファイルサイズも増大してより高度なデモが作られるようになる。これらを称して「メガデモ」と呼ばれるようになった。『State of the Art』（1992年度「The Party」優勝作品）などがメガデモの傑作として知られている。
1990年代に入り、パーソナルコンピュータの性能が上がるにつれ、3Dグラフィックスを取り入れた作品が登場するようになる。また、IBM PC互換機の性能が向上し、MS-DOS上で動く「PC demo」が「Amiga demo」や「Atari demo」に代わってデモシーンの主流となった。『Second Reality』(1993年度「Assembly」優勝作品)などがPC-demoの傑作として知られている。
その後はWindowsを搭載したIBM PC互換機がパソコン市場を寡占したことや、高性能なGPUが普及したため、それらの環境の上で動くデモが標準となっている（わざわざ「PC-demo」と呼ぶこともなくなっている）。現在でもデモの主流は3Dグラフィックであるが、かつての2Dグラフィックによる表現方法を好む人も多く、そのような作品は"Oldschool"と呼ばれている。また、今もなおコモドール64やAmigaなど旧機種のデモを製作しているデモグループも存在する。

## 日本におけるデモ
日本ではデモシーンのような文化は発生しなかった。デモシーンの中心地は欧州であるが、初期のデモはコモドール64やApple IIやZX Spectrum等の、日本で全く普及していない海外製ホビーパソコンで開発されていた。当時の日本はNECのPC-8801シリーズやPC-9801シリーズなど日本でしか普及していないパソコン御三家が主流であり、また日本発の国際標準規格であるMSXは国外どころか日本でも主流たりえていないという状況で、1980年代中盤以前の日本には海外製デモを閲覧する環境は無く、従って欧州のデモシーンの動きが日本まで知られる事もなかった。
しかし1985年に発売され、欧州のデモシーンを席巻したAmigaは日本人のアーティストらを中心にいくらか普及したため、彼らを通じてAmiga用の「メガデモ」が1980年代末ごろに日本に流入した。Amigaの熱狂的なファンとして知られる平沢進は80年代後半ごろから秋元きつねら周囲の人に『Jaggler』などのメガデモを見せびらかしており、1990年代中番にはビデオジョッキーの藤原ヒロシがスペースシャワーTVの番組「BUM」で『State of the Art』などの著名なメガデモをいくつか紹介するなどしている。PC-demoがインターネットを通じて流通するようになった現在でも、その頃の名残でデモ全般を「メガデモ」と呼ぶことも多い。
1983年ヨーロッパ最大の家電メーカーであるオランダのフィリップスがMSXをニューメディアと位置づけ販売を開始した。その為、オランダやスペインやブラジルを中心にヨーロッパや南米でMSXは普及した。特に1980年代、MSXはオランダで最も人気のあったコンピューターであり、コモドール社のコモドール64やシンクレア社の ZX Spectrum よりも人気があった。ヨーロッパでメガデモのブームがおこると、ヨーロッパのMSXクリエイターも各種メガデモを開発した。MSX Club GHQという同人サークルが1980年代後半に会報誌や「MSX・FAN」や「MSXマガジン」などの雑誌を通じて欧州製MSXのメガデモを紹介したり「ソフトベンダーTAKERU」にて同人ソフトの扱いで販売したりもしていた。特に「MSX・FAN」誌では海外MSXシーンの動向を紹介する「KOKUSAIKA」と言うコーナーでこのサークルの活動がしばしば取り上げられ、さらには「MSX・FAN」1992年11月号の付録ディスクとして、MSX Club GHQによる『ANMA'S AMUSEMENT DISK』が収録されるといった動きがあった。『ANMA'S AMUSEMENT DISK』は後にパソコン通信上に流出して広く閲覧された。当時まだラスタースクロールなどの技術が日本では知られていなかった為、日本のMSXユーザーを大いに驚かせた。MSX発祥の地である日本ですら、MSX用デモよりAmiga用デモの方が有名であることは『MSXマガジン』の編集者も認めるところであるが、MSX20周年である2003年にはオランダでなおも活動するデモグループによる『MSX 20th Anniversary Demo』が『MSXマガジン』によって日本に紹介され、その健在振りを示した。
現在の日本では動画共有サイトの存在によって実機を所有していなくともデモを閲覧することが可能である。またネット掲示板やtwitterの存在によってデモ製作者同士の連携も容易となっている。2ちゃんねる掲示板にはデモシーンに関するスレッドがあり、2009年には有志によってオンラインでのデモパーティ「2chparty」が開かれた。2011年にはついにオフラインにて、日本初の本格的なデモパーティとなる「Tokyo Demo Fest」が開かれた。

## デモの種類
デモ (Demo)
リアルタイムに美しいグラフィックを音楽とともに表示するもの。
メガデモ (Megademo)
ファイルサイズが1MB以内のものはメガデモと呼ばれることがある。これは、1MB足らず（880KB）であったAmigaの標準フロッピーディスクに秀逸なデモを収めたことに由来すると言われている（英語版記事参照）。メガデモと言えばAmigaのものが有名だが、実際は機種に関係なく、例えばメモリが64KB以下の8ビット機でもデータのマルチロードやディスク分割などを用いて無理やりメガバイト級のデモを走らせることが可能であり、これもメガデモという。そこまで大きくなくても、8bit機用のデモでは100KB程度でも重量級と言う意味でメガデモを称することがある。また、Amiga後期にはディスク分割を用いて1MBを遥かに超える作品が登場したが、これもメガデモと言う。日本ではファイルサイズや機種に関係なくデモそのものをメガデモと呼ぶことがある。
イントロ (Intro)
デモにファイルサイズの制限を加えたもの。64kバイト、4kバイト、1kバイト、256バイト、128バイトなど。1kバイト未満では音楽を加えるのは難しいとされる。
クラックトロ (Cracktro)
市販されているソフトウェアにコピープロテクトを解除するなどの改造を加えたもの。署名が加わる場合もある。
トラックモ (Trackmo)
サウンドトラックを重視した、ミュージックビデオのようなデモ。
ワイルドデモ (Wild Demo)
主にデモシーンやコンピュータ文化に関する映像作品。

## 他産業への影響
デモは既にコミュニティが高度に発達している地域においても曖昧な芸術表現の手段であるが、コンピューターゲーム業界やメディアアートの分野に多大な影響を与えている。
今日も多くのヨーロッパのゲームプログラマー、アーティストやミュージシャンがデモシーン業界から輩出されている。たとえば、Max Payneで知られるフィンランドのRemedy entertainment(Remedy Entertainment)は、フィンランドで非常にアクティブであった、Future Crew(Future Crew)のメンバーらが結成した。

## デモが作られるプラットフォーム
デモはさまざまなプラットフォームを対象にして作られる。
- Amiga
- Apple II
- Atari
- コモドール64
- Java
- Linux
- Macromedia Flash
- MS-DOS
- MSX
- ZX Spectrum
- PDA Palm、Pocket PCなど
- Windows
- ゲーム機 ゲームボーイアドバンス、プレイステーションなど

## デモパーティ
単にパーティと呼ばれることがある。前述どおり「見せ合い」からの発展形で、複数のグループ（個人参加もある）が集まり、作品の発表を行う。複数日（通常2～4日間）にわたり夜通し行われ、さまざまな「コンポ（Compo、Competitionの略）」が行われる。会場の参加者により投票が行われ、最優秀作品が決定される。カテゴリーはおおよそ「デモの種類」と同様になるが、さらに分かれるときがある。大規模なデモパーティでは大手IT企業がスポンサーに付き、有能な若者のヘッドハントが行われるほか、デモパーティに参加するために集まったグループがそのままゲーム会社などを興す事もある。

## 主なパーティー
- Alternative Party
- Assembly
- Breakpoint
- The Gathering
- Pilgrimage USA

## 主なグループ
- Farbrausch
- Future Crew
- Haujobb
- Kolor
- Komplex
- tAAt
- The Black Lotus
- mfx
- Andromeda Software Development
- CONSPIRACY
- STRAVAGANZA
- Traction

## 参照
1. ↑  1980年代で最も人気のあったコンピューターは?(オランダ語)
2. 1 2  『MSXマガジン永久保存版 2』　2003年12月17日発行
3. ↑  Bobic (2007年1月18日). “Sceners in the Games Industry”.   4players.de. 2011年2月17日閲覧。